# Alison Brie
Alison Brie Schermerhorn (* 29. prosince 1982, Hollywood, Kalifornie, USA) je americká herečka, která se nejvíce proslavila rolí studentky Annie Edison v seriálu Zpátky do školy. A dále rolí Gertrudy „Trudy“ Campbell v seriálu Šílenci z Manhattanu. Hraje i v celovečerních filmech, např.: Vřískot 4 (2011), Zásnuby na dobu neurčitou (2012), Králové léta (2013) Zocelovací kúra (2015) a Jak přežít single (2016). Věnuje se i dabingu, v roce 2011 to byl seriál Robot Chicken, později film LEGO příběh (postava Unikitty) a v roce 2014 seriál BoJack Horseman (postava Diane Nguyen).

## Životopis
Narodila se Hollywoodu. Její otec Charles Terry Schermerhorn je reportér a hudebník, v genealogii má holandské, skotské a irské předky. Její matka Joanne (rozená Brennerová) je zaměstnána v neziskové společnosti Para los Niños (angl. For The Children), která se zabývá péčí o děti.. Během hereččina dětství se její rodiče rozvedli. Otec byl v církvi křesťansko-hinduistické, její matka je židovka, a ta ji učila zvyky jejího náboženství. Kariéru herečky začala v komunitním centru v Jižní Kalifornii, poté absolvovala střední školu v Jižní Pasadeně, během studií hrála v divadlech, a promovala bakalářským titulem v umělecké škole (The California Institute of the Arts) v Kalifornii v roce 2005.

## Kariéra
Jedna z jejích první rolí byla kadeřnice v seriálu Hannah Montana, později se stala známou svou postavou Trudy Campbell v seriálu Šílenci z Manhattanu. V letech 2009 až 2015 ztvárnila studentku Annie Edison v seriálu Zpátky do školy. V dubnu 2010 byla hostem v pořadech Attack the Show a Web Soup.
V roce 2012 získala roli dívky Elly v nezávislém filmu Montana Amazon (The Misadventures of the Dunderheads), společně s ní tu hrál Haley Joel Osment. V roce 2011 si zahrála v hororovém snímku Vřískot 4. O rok později se objevila v komediálním filmu Zásnuby na dobu neurčitou. Svůj hlas propůjčila princezně Unikitty ve filmu LEGO příběh v roce 2014. V roce 2015 si zahrála s Jasonem Sudeikisem v komedii Milenci těch druhých a s Willem Ferrellem ve filmu Zocelovací kúra. V roce 2016 si zahrála v romantické komedii Jak přežít single, v komediích Get A Job, a Joshy, a v dramatu Muž na pravém místě. Během roku 2017 se jí podařilo hrát ve třech filmech: v komedii The Little Hours, v životopisném filmu The Disaster Artist: Úžasný propadák, a v dramatu Akta Pentagon: Skrytá válka. V roce 2014 se připojila k obsazení netflixového seriálu BoJack Horseman, do kterého propůjčila svůj hlas několika postavám, včetně hlavní postavy Diane Nguyen a vedlejší postavy Vincent Adultman. Také se objevla v show Lip Sync Battle, kde souboj vyhrála nad Willem Arnettem. V roce 2016 získala roli v netflixovém seriálu GLOW: Nádherné ženy wrestlingu od tvůrkyně seriálu Holky za mřížemi Jenji Kohan. V březnu 2018 si zahrála roli v Beckově hudebním videoklipu Colors. V současnosti se připravují dva filmy, ve kterých hraje, Promising Young Woman a The Rental, který napsal a režíroval její manžel Dave Franco.

## Osobní život
Po třech letech předchozího partnerství se během srpna roku 2015 zasnoubila s hercem Davem Francem. Svatbu měli v březnu 2017. V červnu 2018 v rozhovoru pro noviny The Sunday Times řekla, že s manželem se shodli na tom, že děti nechtějí.

## Filmografie

### Film
| Rok           | Název                                | Role                      | Poznámky                       |
| ------------- | ------------------------------------ | ------------------------- | ------------------------------ |
| 2004          | Stolen Poem                          | Alice                     | krátkometrážní film            |
| 2007          | Dickie Smalls: From Shame to Fame    | Mya                       |                                |
| 2007          | Nenarozený                           | Mary Elizabeth            |                                |
| 2008          | Salvation, Texas                     | Lisa Salter               | krátkometrážní film            |
| 2008          | Parasomnie                           | Darcy                     |                                |
| 2008          | The Coverup                          | Grace                     |                                |
| 2008          | Buddy 'n' Andy                       | Michelle                  | krátkometrážní film            |
| 2009          | Us One Night                         | Alyson                    | krátkometrážní film            |
| 2010          | The Home Front                       | Hannah                    | krátkometrážní film            |
| 2010          | Kouzelné maliny                      | paní Bradlee              |                                |
| 2010          | Montana Amazon                       | Ella Dunderhead           |                                |
| 2011          | Vřískot 4                            | Rebecca Walters           |                                |
| 2012          | Žádost o ruku                        | Beth                      |                                |
| 2012          | Zásnuby na dobu neurčitou            | Suzie Barnes-Eilhauer     |                                |
| 2013          | Králové léta                         | Heather Toy               |                                |
| 2014          | LEGO příběh                          | Princezna Unikitty (hlas) |                                |
| 2014          | Pařba v Mexiku                       | Elizabeth                 |                                |
| 2015          | Milenci těch druhých                 | Lainey                    |                                |
| 2015          | Zocelovací kúra                      | Alissa Barrow             |                                |
| 2015          | No Stranger Than Love                | Lucy Sherrington          |                                |
| 2016          | Joshy                                | Rachel                    |                                |
| 2016          | Jak přežít single                    | Lucy                      |                                |
| 2016          | Na dlažbě                            | Tanya Sellers             |                                |
| 2016          | Muž na pravém místě                  | Lynn Vogel                |                                |
| 2017          | The Little Hours                     | Alessandra                |                                |
| 2017          | Akta Pentagon: Skrytá válka          | Lally Weymouth            |                                |
| 2017          | The Disaster Artist: Úžasný propadák | Amber                     |                                |
| 2018          | Emmet's Holiday Party                | princezna Unikitty (hlas) | krátkometrážní film            |
| 2019          | LEGO příběh 2                        | princezna Unikitty (hlas) |                                |
| 2019          | Tenki no ko                          | Natsumi Suga (hlas)       | anglický dabing                |
| 2020          | Nadějná mladá žena                   | Madison                   |                                |
| 2020          | Holka od koní                        | Sarah                     | také scenáristka a producentka |
| 2020          | The Rental                           | Michelle                  |                                |
| 2020          | Šťastné a veselé                     | Sloane Caldwell           |                                |
| 2022          | Spin Me Round                        | Amber                     | také scenáristka               |
| 2022          | Somebody I Used to Know              | Ally                      | také scenáristka               |
| bude oznámeno | Freelance                            | bude oznámeno             |                                |

### Televize
| Rok       | Název                                 | Role                                  | Poznámky |
| --------- | ------------------------------------- | ------------------------------------- | --- |
| 2006      | Hannah Montana                        | Nina                                  | díl: „It's My Party and I'll Lie if I Want To“                                                                |
| 2007–2015 | Šílenci z Manhattanu                  | Trudy Campbell                        | 36 dílů Screen Actors Guild Award v kategorii nejlepší obsazení dramatického seriálu                          |
| 2008      | Učebnice smrti                        | Amber                                 | televizní film                                                                                                |
| 2009–2015 | Zpátky do školy                       | Annie Edison                          | 110 dílů nominace – Critics' Choice Television Awards v kategorii nejlepší herečka ve vedlejší roli – komedie |
| 2011      | Robot Chicken                         | Martha Stewart / Upíří plavčík (hlas) | díl: „The Godfather of the Bride 2“                                                                           |
| 2012      | NTSF:SD:SUV::                         | Joanie                                | díl: „Sabbath-tage“                                                                                           |
| 2012      | Americký táta                         | Lindsay (hlas)                        | díl: „Adventures in Hayleysitting“                                                                            |
| 2013      | High School USA!                      | slečna Templeová (hlas)               | díl: „Choices“                                                                                                |
| 2013      | Axe Cop                               | krásná dívka (hlas)                   | díl: „The Dumb List“                                                                                          |
| 2014      | Comedy Bang! Bang!                    | sama sebe                             | díl: „Alison Brie Wears a Black Mesh Top & Mini-Skirt“                                                        |
| 2014–2020 | BoJack Horseman                       | Diane Nguyen / různé postavy (hlas)   | 77 dílů |
| 2015      | Souboj playbacků                      | sama sebe                             | díl: „Alison Brie vs. Will Arnett“                                                                            |
| 2016      | Teachers                              | Lauren Lark                           | díl: „Pilot“, výkonná producentka seriálu                                                                     |
| 2016      | Doctor Thorne                         | Martha Dunstable                      | 3 díly |
| 2017      | Dr. Ken                               | sama sebe                             | díl: „Ken's Big Audition“                                                                                     |
| 2017–2019 | GLOW: Nádherné ženy wrestlingu        | Ruth Wilder                           | hlavní role, 30 dílů také režisérka (díl: „Hollywood Homecoming“)                                             |
| 2019      | Drunk History                         | Thea Spyer                            | díl: „Love“                                                                                                   |
| 2020      | Make It Work!                         | ona sama                              | televizní pořad                                                                                               |
| 2020      | Marvel's 616                          | —                                     | režisérka, díl: „Spotlight“                                                                                   |
| 2021      | Rick a Morty                          | Planetina (hlas)                      | díl: „A Rickconvenient Mort“                                                                                  |
| 2021      | Star Wars: Vize                       | Am (hlas)                             | krátkometrážní televizní film, anglický dabing                                                                |
| 2022      | Řev                                   | Becky                                 | díl: „O ženě, která vyřešila svou vraždu“                                                                     |
| 2022      | Marvel's Moon Girl and Devil Dinosaur | bude oznámeno                         | díl: „Episode #1.1“                                                                                           |

### Web
| Rok       | Název                                         | Role           | Poznámky                         |
| --------- | --------------------------------------------- | -------------- | -------------------------------- |
| 2008–2009 | My Alibi                                      | Rebecca Fuller | 18 dílů                          |
| 2009      | Hot Sluts                                     | Amber          | 5 dílů                           |
| 2012      | Sketchy                                       | Meg            | díl: „You Got Retweeted“         |
| 2013      | The ArScheerio Paul Show                      | Madonna        | díl: „Madonna & Rosie O'Donnell“ |
| 2020      | The Cast of Community Reunites for Table Read | Annie Edison   | charitativní pořad               |

### Videohry
| Rok  | Název                   | Role               |
| ---- | ----------------------- | ------------------ |
| 2015 | Lego Dimensions         | Princezna Unikitty |
| 2016 | Marvel Avengers Academy | Black Widow        |